# Orchi-serapias garbariorum
Orchi-serapias garbariorum là một loài thực vật có hoa trong họ Lan. Loài này được (Murray) E.G. Camus ex Asch. & Graebn. mô tả khoa học đầu tiên năm 1907.